# La Douleur d'aimer (film)
Pour plus de détails, voir Fiche technique et Distribution.
La Douleur d'aimer est un film muet français réalisé par Georges Denola, sorti en 1914.

## Fiche technique
- Titre : La Douleur d'aimer
- Réalisation : Georges Denola
- Scénario : Daniel Riche
- Photographie :
- Montage :
- Société de production : Société cinématographique des auteurs et gens de lettres (S.C.A.G.L.)
- Société de distribution : Pathé frères
- Pays d'origine :  France
- Langue : film muet avec les intertitres  en français
- Métrage : 920 mètres
- Format : Noir et blanc — 35 mm — 1,33:1 — Muet
- Genre : Film dramatique
- Durée : 30 minutes et 40 secondes
- Numéro de catalogue Pathé : 6904
- Dates de sortie :
  -  Royaume-Uni : novembre 1914
  -  France : 12 mars 1915

## Distribution
- Jean Ayme : Gaspard Dutard
- Henri Bosc : Georges Dutard
- Léon Malavier : London
- Renée Ludger : Jeanne Daunat
- Maria Fromet : Ninette